# Butane
| Eigenschaften der Butane           |                                                        |                                                        |
| Name                               | n-Butan                                                | Isobutan                                               |
| Kältemittel                        | R-600                                                  | R-600a                                                 |
| Strukturformel                     | n-Butan                                                | Isobutan                                               |
| CAS-Nummer                         | 106-97-8                                               | 75-28-5                                                |
| ECHA-InfoCard                      | 100.003.136                                            | 100.000.780                                            |
| PubChem                            | 7843                                                   | 6360                                                   |
| Summenformel                       | C4H10                                                  | C4H10                                                  |
| Molare Masse                       | 58,12 g·mol−1                                          | 58,12 g·mol−1                                          |
| Schmelzpunkt                       | −138,29 °C                                             | −159,42 °C                                             |
| Siedepunkt                         | −0,50 °C                                               | −11,7 °C                                               |
| Dampfdruck (20 °C)                 | 2081 hPa                                               | 3019 hPa                                               |
| Dichte (Gas, 0 °C, 1013 mbar)      | 2,71 kg·m−3                                            | 2,70 kg·m−3                                            |
| Dichte (Flüssigkeit am Siedepunkt) | 0,59 kg·l−1                                            | 0,60 kg·l−1                                            |
| Heizwert                           | 46 MJ·kg−1 (12,72 kWh·kg−1) 123 MJ·m−3 (34,32 kWh·m−3) | 46 MJ·kg−1 (12,72 kWh·kg−1) 123 MJ·m−3 (34,32 kWh·m−3) |
| Löslichkeit in Wasser bei 20 °C    | 61 mg·l−1                                              | 49 mg·l−1                                              |
| Untere Explosionsgrenze (UEG)      | 1,4 Vol.‑%                                             | 1,5 Vol.‑%                                             |
| Untere Explosionsgrenze (UEG)      | 33 g·m−3                                               | 37 g·m−3                                               |
| Obere Explosionsgrenze (OEG)       | 9,4 Vol.‑%                                             | 9,4 Vol.‑%                                             |
| Obere Explosionsgrenze (OEG)       | 231 g·m−3                                              |                                                        |

Die Butane bilden eine Stoffgruppe innerhalb der Alkane, die die Summenformel C4H10 haben. Sie besteht aus den beiden Vertretern n-Butan und iso-Butan, die zueinander isomer sind. Beide Butane sind farblose, brennbare, leicht zu verflüssigende Gase („Flüssiggase“), die sich kaum in Wasser, aber gut in Ethanol und Ether lösen. Mit „Butan“ oder „Butan-Gas“ ist fast immer n-Butan gemeint.

## Vorkommen und Darstellung
Butane kommen natürlicherweise im Erdgas vor, werden aber auch durch Cracken aus Erdöl gewonnen. Eine Trennung der beiden Isomere kann durch Adsorption und fraktionierte Desorption ab Aktivkohle oder Zeolithen erfolgen. Isobutan wird in großen Mengen aus n-Butan durch Isomerisierung mit einem Gemisch von Aluminiumchlorid und Chlorwasserstoff als Katalysator hergestellt.

## Verwendung

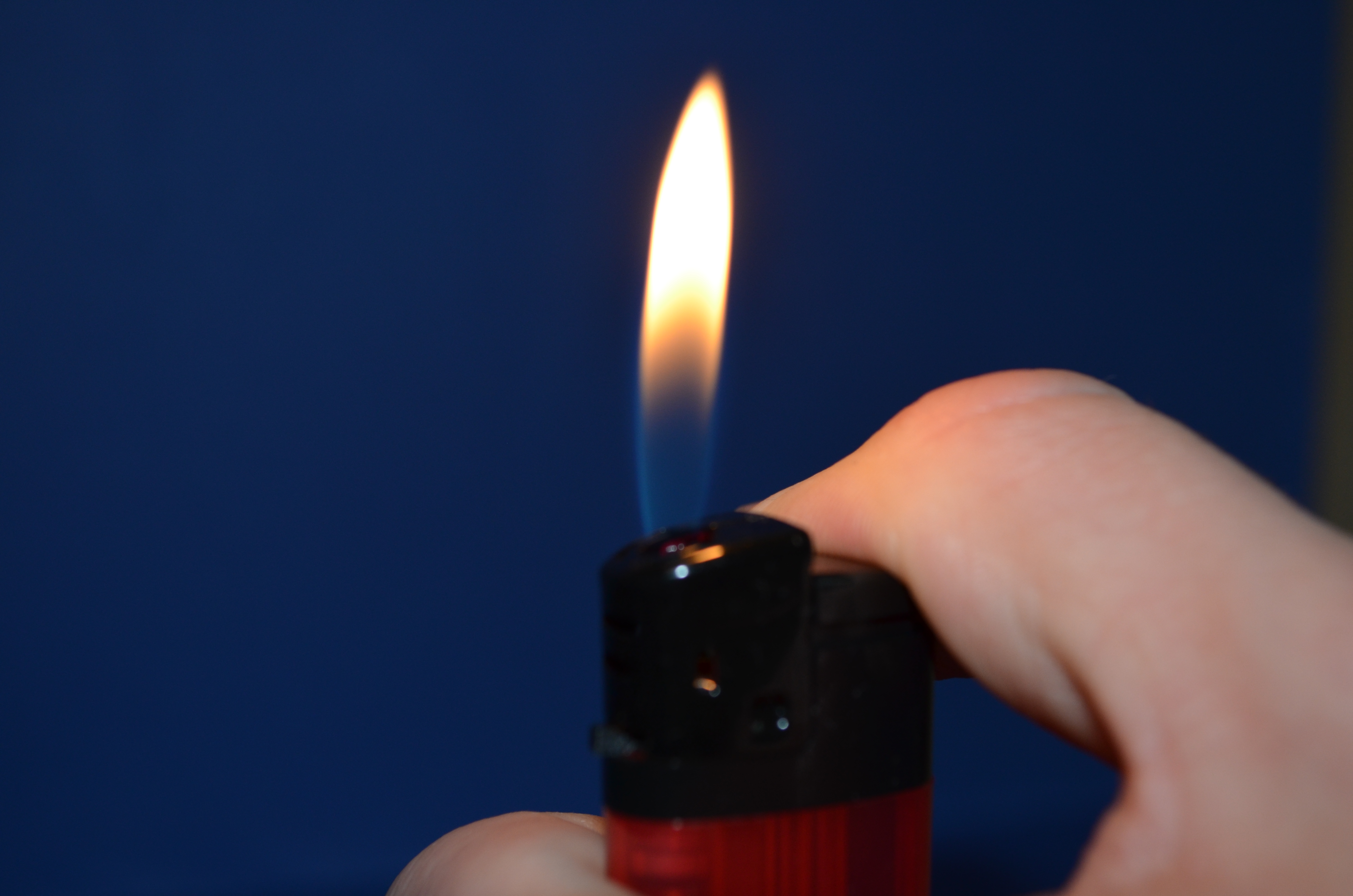
Verbrennung von Butan (Feuerzeuggas)

Butane werden als Brenngas (z. B. Feuerzeuggas, Nachfülldosen), Kältemittel (Isobutan: R600a), als Treibgase, Lebensmittelzusatzstoff und Extraktionsmittel (beispielsweise um CBD zu extrahieren) eingesetzt. Gasgemische beispielsweise aus 40 % Propan und 60 % Butan werden an Tankstellen als Autogas, als Flaschengas für Gas-Rechauds und für technische Geräte zum Löten und Schweißen, als Gaskartuschen im Campingbereich verwendet.
Im Winter wird Otto-Kraftstoff (Benzin) mit Isopentan- und Butanzusatz verkauft, da diese Stoffe wegen des tiefen Siedepunktes die Kaltstartfähigkeit des Otto-Motors bei tiefen Außentemperaturen verbessern (siehe dazu auch Motorenbenzin#Herstellung).
Butane werden in der chemischen Industrie zur Darstellung von C4-Alkenen wie 1,3-Butadien, 1-Buten, 2-Buten und Isobuten sowie für Synthesen höherer Kohlenwasserstoffe (für „Alkylatbenzin“), Thiophen sowie von Oxidationsprodukten wie tert-Butylhydroperoxid eingesetzt.

## Sicherheitshinweise
Butane besitzen – wie alle Alkane – eine narkotische und sauerstoffverdrängende Wirkung. Bei einer dadurch ausgelösten Atemdepression können Effekte auf das Zentralnervensystem wie Erregung, Euphorie und Erbrechen, bei hohen Dosierungen auch negative Wirkungen auf Blutkreislauf und Herz (wie Herzrhythmusstörungen) auftreten.